# Michael Bolien

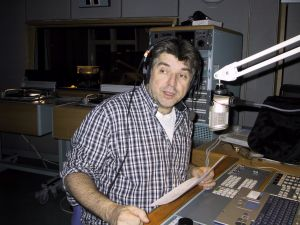
Michael Bolien im Studio (2004)

Michael Bolien (* 18. September 1960 in Berlin) ist ein deutscher Radiomoderator.
Als Sohn eines Kohlenarbeiters und einer Verkäuferin wuchs er in einfachen Verhältnissen in Berlin-Neukölln auf. Schon früh hatte er zwei Berufswünsche, Rundfunksprecher und Ingenieur.
Seit 1986 war Michael Bolien als Moderator in der deutschen Radiolandschaft bei verschiedenen privaten Rundfunkstationen engagiert. Im März 1998 wechselte er von den „Privaten“ zum öffentlich-rechtlichen Stadtradio 88acht beim damaligen Sender Freies Berlin (SFB) nach Berlin. Anfangs moderierte er hier verschiedene Magazinsendungen. Um für sein begonnenes Studium Zeit zu finden, verlegte er sich dann auf Musiksendungen.
In der Hauptsache war er verantwortlich für die Sendung Deutsches Gold, die von 1999 bis 2005 einmal in der Woche im Programm von 88acht lief. Diese Sendung erreichte in der Region Berlin/Brandenburg einen gewissen Kultstatus. Hier wurde Musik aus den 1960er- bis 1980er-Jahren von echten Schallplatten gespielt, die sonst so nicht mehr zu hören war. Mit dem Relaunch des Stadtradios 88acht zu radioBERLIN 88.8 (dem Vorgängerprogramm vom heutigen Sender rbb 88.8) wurde auch die Sendung eingestellt. 
Michael Bolien ist einer der letzten Moderatoren der „alten Radioschule“. Er vertrat in einer „Formatradio-Landschaft“ Werte, die es in dieser Form nicht mehr gibt, wie freie Moderation, direkte Höreransprache, Einbeziehung der Hörer in die Sendung und individuelle Musikauswahl. Seine ersten Sendungen machte er 1986 zusammen mit Barry Graves beim Kabelradio B1 im Berliner Kabelprojekt.
Michael Bolien war maßgeblich am Erfolg des Stadtradios 88acht vom SFB, dann RBB, beteiligt. Am 30. April 2003 moderierte er die letzten acht Sendeminuten des SFB auf der Berliner Frequenz 88,8 MHz. Auf Grund eines missglückten Scherzes während einer Nachtsendung trennte sich der RBB von ihm.
Von Ende 2011 bis 2013 war Michael Bolien noch einmal beim Berliner Sender Radio B2 auf Sendung. Seitdem hat er seine Tätigkeit als Rundfunkmoderator beendet. Nur ab und zu übernimmt er noch Sprechrollen in kleinen Produktionen.
Im Januar 2001 konnte er erfolgreich sein Studium an der TU Berlin als Diplomingenieur der Elektrotechnik abschließen. Neben seiner Tätigkeit im Radio war Michael Bolien als Software-Entwickler und unabhängiger Energieberater tätig. Nach erfolgreich bestandenem Staatsexamen arbeitet er heute als Berufsschullehrer an einer Berliner Berufsschule und ist als Co-Autor an Schulbuchprojekten beteiligt.

## Ausgewählte Stationen
- Radio B1
- BB Radio
- Radio Brocken
- Berliner Rundfunk 91.4
- Antenne Thüringen
- Sender Freies Berlin
- RBB
- Radio B2